# لوبيلية ايرينية
لوبيلية ايرينية (الاسم العلمي:Lobelia erinus) هي نوع من النباتات تتبع جنس اللوبيلية من الفصيلة الجريسية.

## معرض صور

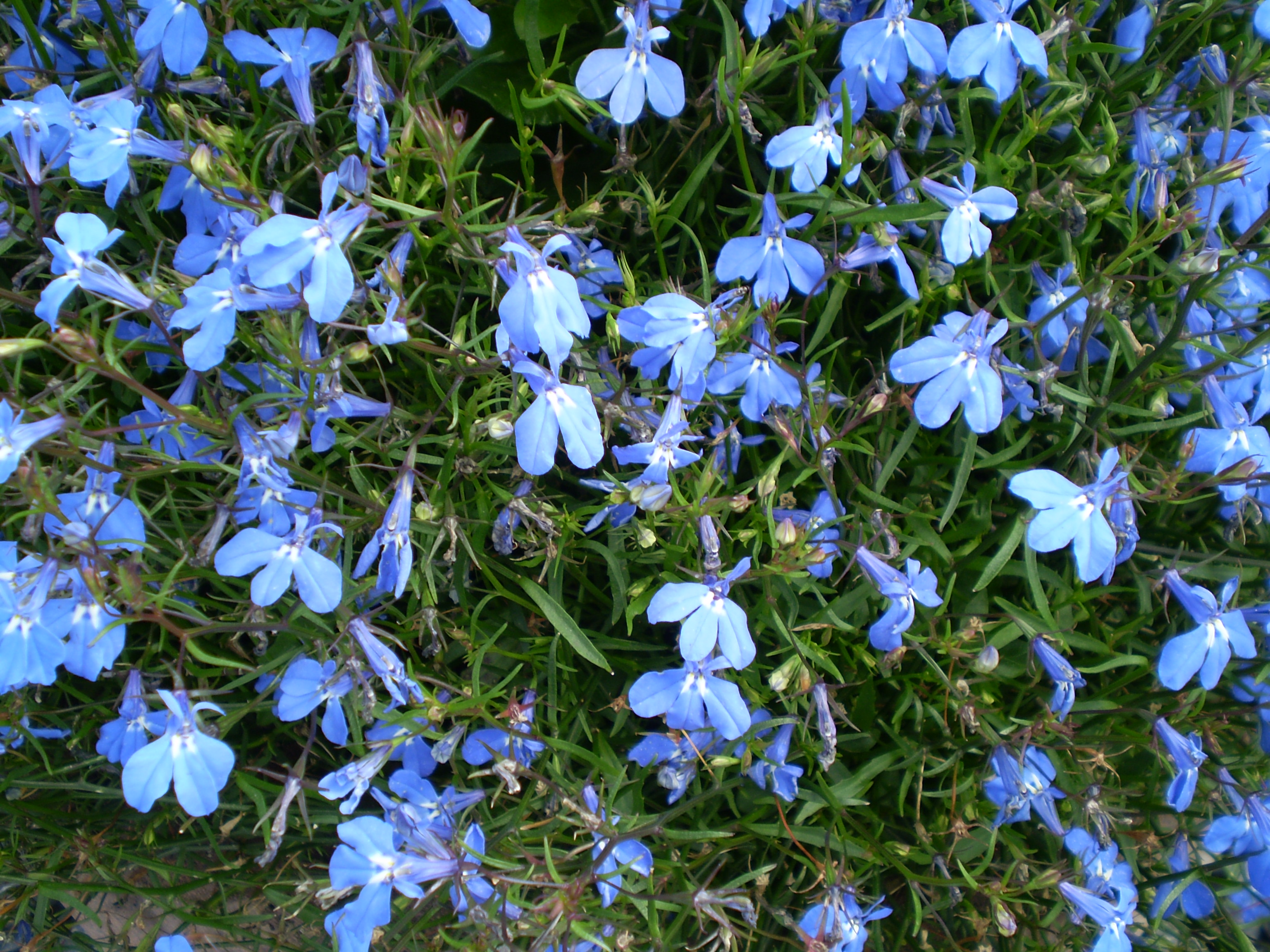
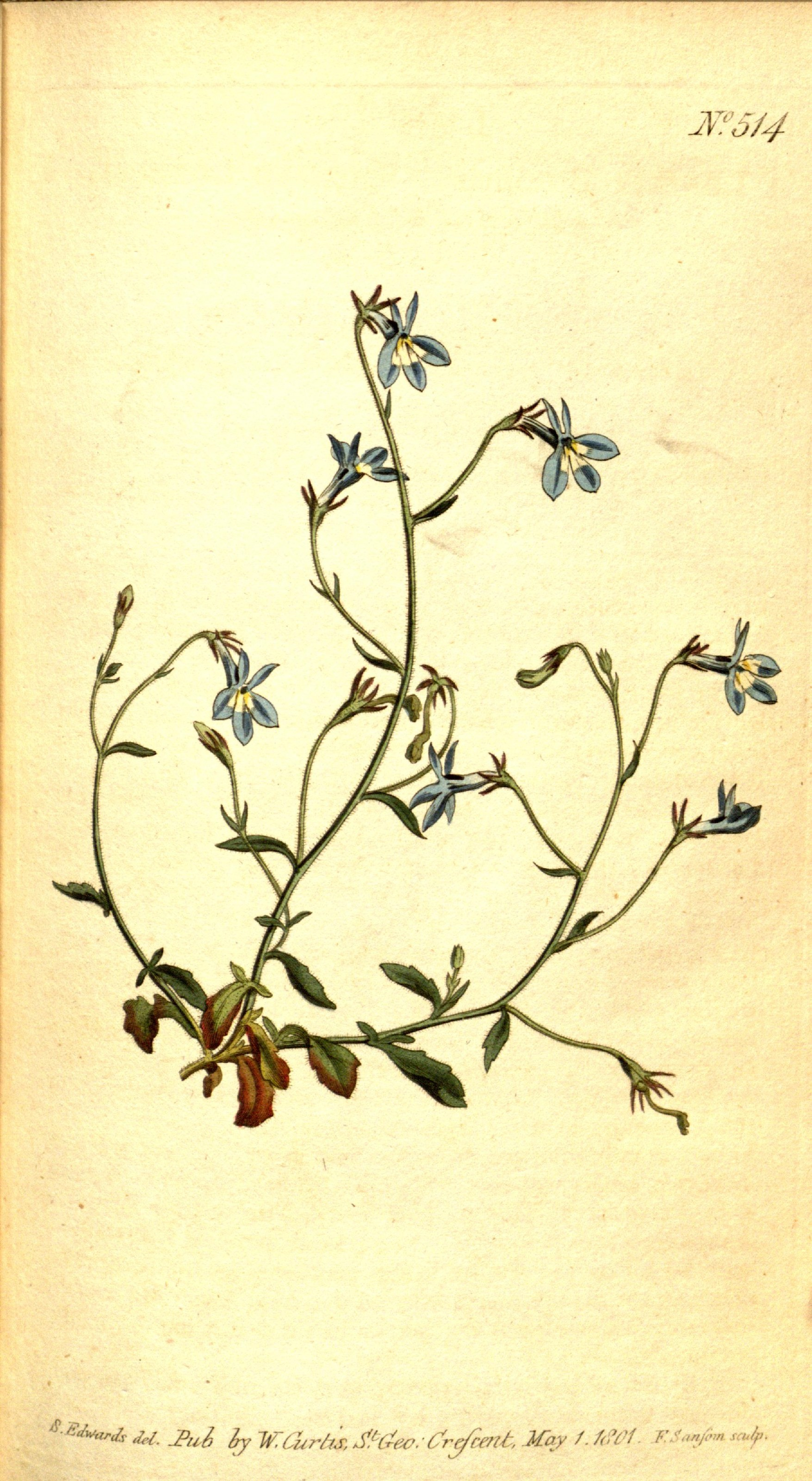
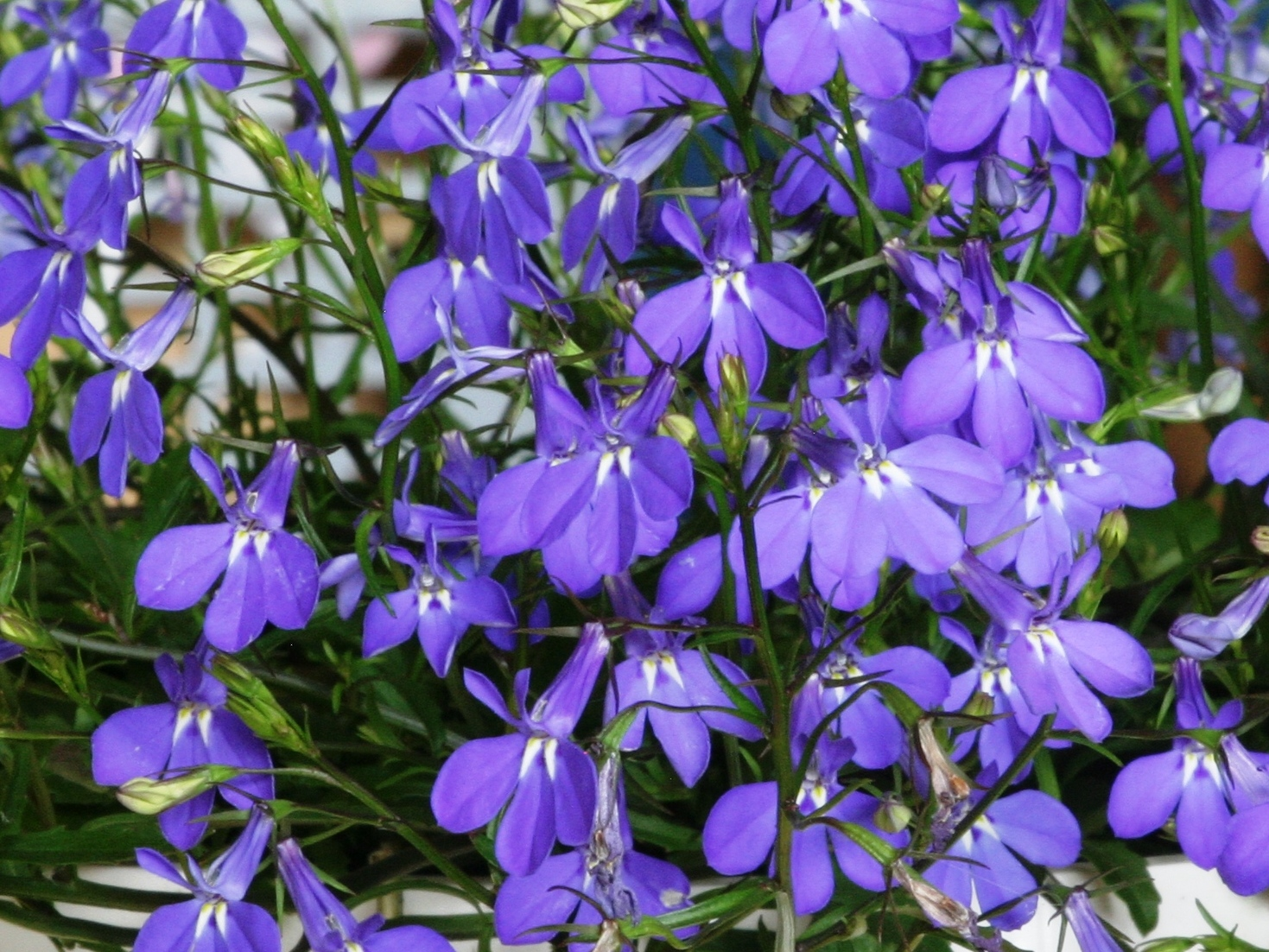